# Sony Ericsson Xperia X10 mini
SonyEricsson Xperia X10 mini — смартфон створений на платформі Android. До послуг користувача застосунки Google — Google Search, Google Voice Search, Google Talk, Gmail, YouTube, Google Карти і Android Market.
Підтримка AGPS. Оновлення статусу у Facebook. Повідомлення на Твіттер.

## Технічні характеристики
- Колір Чорний та Білий
- Час роботи в режимі розмови в мережі GSM/GPRS/EDGE 850/900/1800/1900 = 4 години, в мережах UMTS/HSPA 900/210 = 3 години 30 хвилин
- Час роботи в режимі очікування в мережі GSM/GPRS/EDGE 850/900/1800/1900 = 285 годин, в мережі UMTS/HSPA 900/210 = 360 годин
- Відеовиклики не підтримує
- Музичний плеєр підтримує мелодії MP3, AAC та обкладинки альбомів
- Режим «Flight mode» (у літаку)